# Sofrônio II de Constantinopla
Sofrônio (m. 19 de outubro de 1780) foi patriarca grego ortodoxo de Jerusalém entre 1771 e 1775 como Sofrônio V de Jerusalém (em grego: Σοφρώνιος Ε΄) e patriarca ecumênico de Constantinopla entre 1775 e 1780 como Sofrônio II de Constantinopla (em grego: Σωφρόνιος Β΄).

## História
Sofrônio nasceu em Alepo, na Síria, e serviu como bispo de Ptolemaida, na jurisdição do Patriarcado Grego Ortodoxo de Jerusalém, até 1771, quando foi eleito patriarca de Jerusalém. Em 1775, Sofrônio foi eleito patriarca ecumênico e durante seu mandato, um sínodo em Constantinopla finalmente condenou os kollyvades, um grupo conservador em Monte Atos que lutava contra qualquer tentativa de modernização da igreja, encerrando a polêmica.
Segundo as fontes, era um patriarca erudito e asceta, especialmente preocupado com a educação do clero e com as finanças do Patriarcado. Sofrônio morreu em 19 de outubro de 1780 e foi sepultado no jardim da Igreja dos Asomatoi (Pammegiston Taxiarchon), em Arnavutköy.